# Avant-poste d'Isola
L'avant-poste d'Isola est une fortification faisant partie de la ligne Maginot des Alpes, dans la commune d'Isola, département des Alpes-Maritimes. Cet ouvrage d'avant-poste a assuré avec succès la défense du village d'Isola de la déclaration de guerre italienne du 10 juin 1940 à l'armistice prenant effet le 25 juin au matin.

## Construction

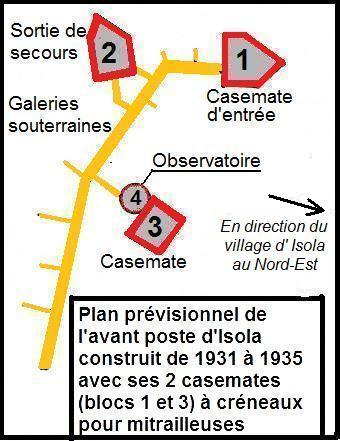
Plan de l'ouvrage.

Dans les années 1930, du fait des revendications territoriales de l'Italie fasciste de Mussolini, la France décide de mettre en œuvre une puissante « ligne Maginot des Alpes » pour faire face à toute attaque italienne. C'est ainsi qu'au lieu-dit « Gratuse » sur la rive sud (droite) de la Tinée, face au village, est achevé en 1935 le « petit ouvrage d'avant poste » d'Isola faisant partie du sous-secteur de Mounier et du secteur des Alpes-Maritimes.
L'ouvrage d'infanterie est construit de 1931 à 1935 par la main-d'œuvre militaire (MOM) dans les abrupts rocheux de Gratuse dominant la Tinée et le village d'Isola. Furent construits quatre blocs :
- le bloc 1 est une petite casemate - à créneau pour mitrailleuse - servant aussi d'entrée[1] ;
- le bloc 2 est une issue de secours ;
- le bloc 3 est une petite casemate à créneau pour mitrailleuse orienté vers le village d'Isola et le goulet de la Guerche au Nord ;
- le bloc 4 est un observatoire doté d'une cloche d'observation Saint-Jacques[n 1] dont le dernier élément a été remplacé par une casquette en béton.

Les blocs sont reliés entre eux par une galerie souterraine taillée dans la roche.

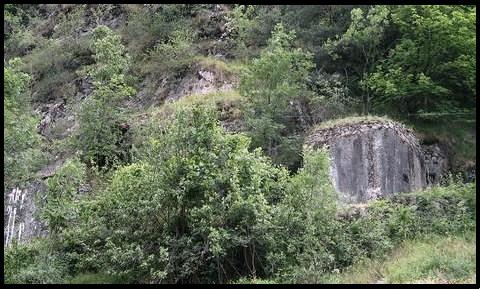
Ouvrage intégré dans la paroi.
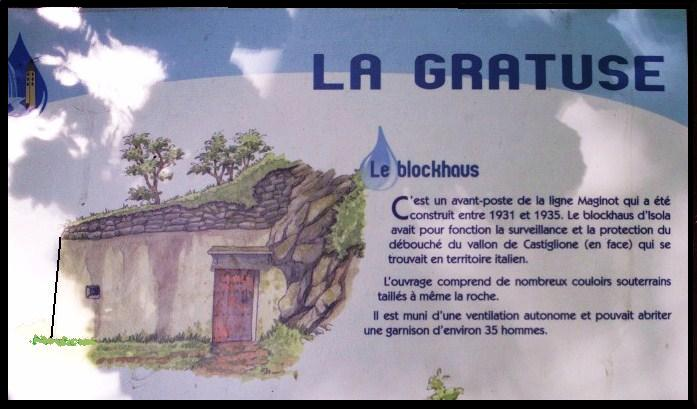
Panneau indicatif de l'ouvrage.

## Mission et armement
Ce petit ouvrage d'avant-poste devait interdire aux attaquants italiens éventuels l'accès au village d'Isola, notamment leur accès par le vallon de Chastillon dont la partie aval a été dénommée, pour des raisons historiques, « torrent de la Guerche », ou « Guerchia », qui, en amont, n'est pourtant qu'un affluent secondaire du « vallon de Chastillon » dénommé « Castiglione » en territoire italien de 1860 à 1947.
L'ouvrage comporte deux casemates camouflées et à créneaux pour mitrailleuses dont une mitrailleuse Hotchkiss 8 mm (modèle 1914) pour la casemate notée (1). L'armement prévu était de deux fusils-mitrailleurs (FM) et de deux mitrailleuses mais, en juin 1940, il n'aurait été que d'un FM et d'une mitrailleuse.

## Effectif prévu
L'ouvrage pouvait avoir un effectif de 32 hommes avec 5 sous-officiers et 27 soldats.

## Histoire

### Drôle de guerre
Durant les neuf premiers mois de la Seconde Guerre mondiale, du 3 septembre 1939 au 10 juin 1940, l'ouvrage d'Isola est inactif. À la déclaration de guerre de la France et du Royaume-Uni contre L'Allemagne nazie le 3 septembre 1939, les hommes d'Isola en âge de se battre sont mobilisés. Ceux d'entre eux qui le sont dans l'armée des Alpes - notamment dans la zone frontalière - vont être remarquablement entraînés et, bien que très inférieurs en nombre, feront face avec succès aux attaques italiennes. Les autres, au contraire, vont participer pendant huit longs mois à une drôle de guerre éprouvante psychologiquement avant qu'Hitler ne déclenche le 10 mai 1940 l'offensive allemande.

### Combats du 10 au 25 juin 1940
Le 10 juin 1940, un mois après l'Allemagne de Hitler, l'Italie de Mussolini déclare la guerre à la France et au Royaume-Uni. Une guerre qui ne durera que du 10 au 25 juin 1940 au matin. Et, dans le secteur d'Isola, les Italiens n'enclenchent les hostilités qu'à partir du 20 juin : « Les attaques de la division Livorno sur Isola échouent devant la riposte de nos S.E.S. (sections d'éclaireurs-skieurs) des 23e et 60e BCA (bataillons de chasseurs alpins) épaulés par notre artillerie tirant dans le vallon de Chastillon » à partir notamment de Louch. Trois jours après, le 23 juin, les militaires italiens - avec « un bataillon du 33e régiment d'infanterie qui descend sur Le Planet à partir de Colla Longa et un bataillon du 34e régiment d'infanterie qui descend du mont Saint-Sauveur - menacent Isola, d'où le repli de la S.E.S. du 23e BCA (français) ». Repli effectué par le village d'Isola désert puis par la passerelle sur la Tinée jusqu'aux granges de Pra Soubeyran après avoir riposté au fusil mitrailleur (FM) pour faire taire les armes automatiques des militaires italiens postés dans les châtaigniers bordant Isola à la sortie du goulet. « Les deux lieutenants commandant les S.E.S. des 23e et 60e BCA envoient de petits détachements munis de FM jusqu'à l'aplomb du pont Saint-Honoré avec pour mission de tirer en rafales en des points échelonnés, ruse grossière qui réussit puisque les éclaireurs-skieurs ne recevront plus que des tirs d'artillerie ». Le 24 juin, « de part et d'autre de la Tinée, on assiste à un échange de tirs continus entre le pont Saint-Honoré et le Tolondet (en amont sur le vallon de Roya), les assaillants (italiens) étant contenus au-delà de la rive gauche (nord) de la Tinée ».
L'armistice signé le 24 juin à Rome entre la France de Pétain et l'Italie de Mussolini doit prendre effet à la première heure (0 heure 35) du 25 juin, les officiers devant alors fixer sur place la ligne d'armistice. Mais, en violation de l'armistice, les militaires italiens poursuivent leurs attaques dans la vallée de la Tinée notamment dans le secteur du vallon de Roya. « À Isola, les lieutenants Ruby et Portelatine descendent du plateau de Louch pour négocier avec les officiers italiens le tracé de la ligne d'armistice... Ceux-ci veulent occuper le village. Nous nous y opposons formellement en menaçant même de reprendre les hostilités. Ils cèdent et resteront dans l'angle nord-est » entre le torrent de la Guercha à l'ouest et la Tinée au sud. Plus généralement, « le tracé défini avec le commandante Alessi et le capitaine D'Angelo du 33e RI passe par le balcon de Cuzon, le mont Palestre et le vallon de Sas, la route restant libre entre le pont Saint-Honoré et Isola ». Le village d'Isola reste ainsi en territoire français et donc dans la zone non occupée (dite « zone libre ») jusqu'au 11 novembre 1942 mais, de fait, la nouvelle frontière avec l'Italie passera par cette ligne d'armistice durant sept ans jusqu'en 1947.
L'ouvrage d'Isola a donc victorieusement participé à une réalité qui mérite d'être connue : sous le commandement du général Olry, l'armée des Alpes est invaincue et a même arrêté les blindés allemands en Savoie.

### État actuel
Depuis les années 1990, l'ouvrage - propriété de la commune d'Isola - abrite par convention une station d'observation sismologique du C.N.R.S..